# Virii

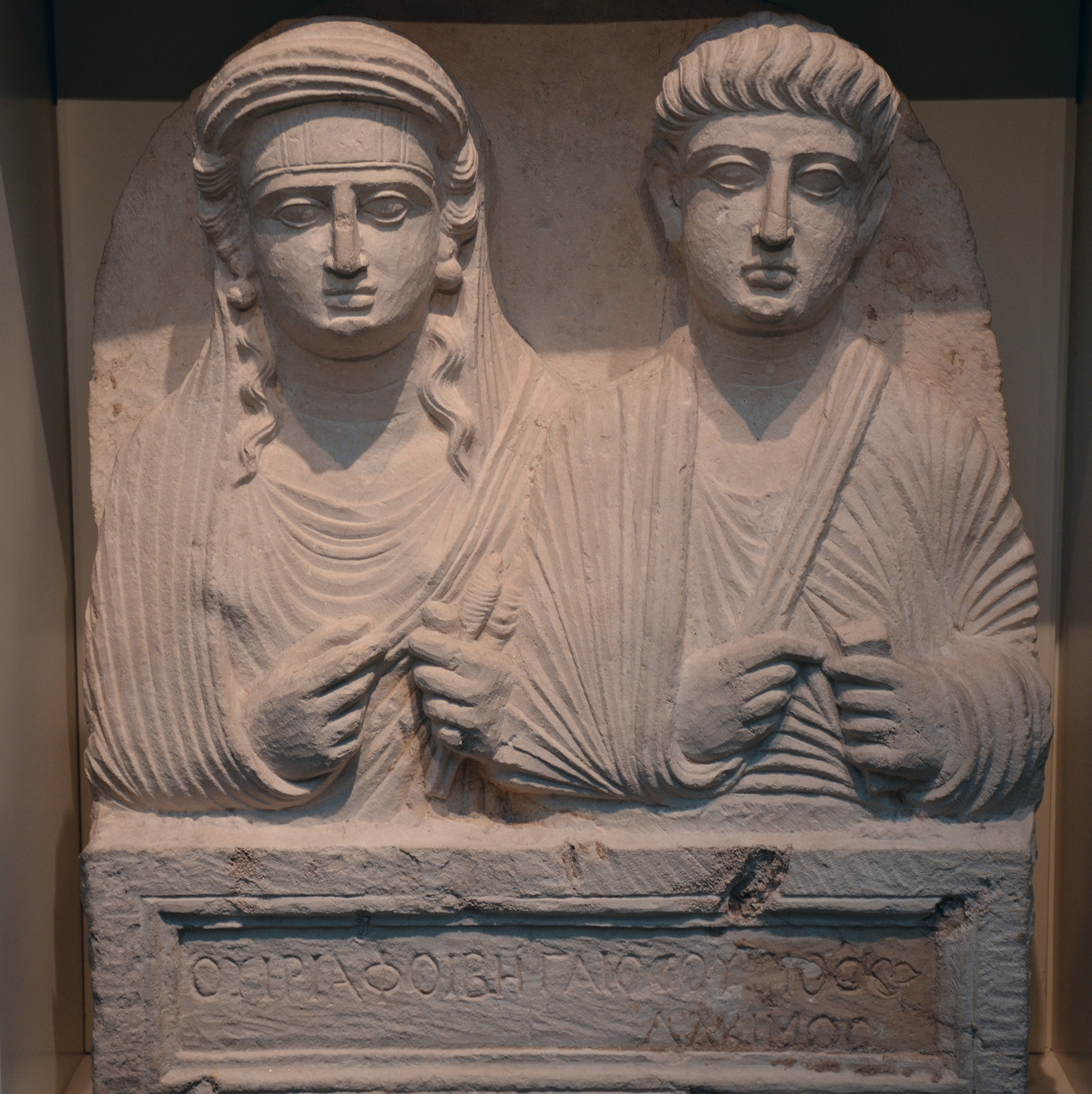
Buste funéraire palmyrène de Viria Phoebe et Gaius Virius Alcimus, premier siècle.

Les Virii (singulier: Virius) sont les membres de la gens Viria, une famille Plébéienne, peut-être d'origine italienne du nord. Le premier membre à accéder au cursus honorum fut Virius Lupus, qui obtint le consulat à la fin du IIe siècle. Il est possible que la famille ait été élevée au rang de patricien à cette époque. L'influence de la famille atteint son apogée au IIIe siècle,.

## Membres
- Víria Acte, femme d'affaires hispano-romaine du premier siècle.
- Gaius Virius Alcimus, avec Titus Statilius Hermes, construisirent un sépulcre au premier siècle à Palmyre, pour eux-mêmes et leurs familles, avec une inscription dédicatoire datant de 56 ou 57 après JC. Son épouse, Viria Phoebe, apparaît avec lui dans un buste funéraire[3],[4].
- Viria Phoebe, l'épouse de Gaius Virius Alcimus, était une femme palmyrénienne du premier siècle[4].
- Virius Marcarianus, vir clarissimus, dévot de Cybèle[5].
- Virius Audentius Aemilianus, consulaire de Campanie v.364/78[6].

### Virii Prisci
- Quintus Virius Larcius Lepidus, (v.160 - 191/204), préteur?, Quindecemvir suffect;
  - ? Quintus Virius Egnatius Sulpicius Priscus, (v.180 - ap.223/35), consul suffect, Proconsul d'Asie;
  - ?  (Viria) Magia Secundilla, (v.185 - ?), épouse un (Marcus Rubrenus)[7];
    - Marcus Rubrenus Virius Priscus Pomponianus Magianus Proculus, (v.210/20 - ap.243/52), consul suffect, proconsul d'Afrique;

### Virii Agricola
- (Lucius?) Virius Agricola, (v. 135 - ap. 177/80?), procurateur des Augustes en Lusitanie[8];
  - ? Virius Lupus, (v. 160/5 - ap. 205), consul suffect[1],[9];
    - ? Lucius Virius Agricola, (v. 195 - ap. 230), consul en 230[1];
    - ? Viria Iuliana, (v.195 - ap.241), épouse de Lucius Alfenius Avitianus[10];
    - ? Lucius Virius Lupus Iulianus, (v. 200 - ap. 232), consul en 232[1];
      - ? Virius Lupus, (v.225 - ap.280), consul II en 278, Préfet de Rome;
        - ? (Virius Iulianus), (v.260 - ?);
          - ? (Virius Iulianus), (v.290 - ?);
            - ? Virius Iulianus, (v.310 - v.316)[11];
            - ? Virius Lupus Victorius, (v.315 - ap.362/3), consulaire en Campanie[12],[13];

### Virii Nepotiani
- Quintus Virius Fonteius Nepotianus, (v.220 - ?) v. c.;
  - ? (Virius Nepotianus), (v.245 - ?);
    - ? Virius Nepotianus, (v.270 - ap.301), consul en 301[14];
      - Virius Nepotianus, (v.300 - ap.336), consul en 336;
        - Popilius Nepotianus Constantinus Augustus, (v.320 - 30/6/350), Augustus en 350;

### Virii Nicomachi
- (Virius), (v.210 - ?);
  - ? Virius Orfitus, (v.235 - ap.274), consul en 270, praefectus urbi en 273 ou 274[1],[15].
    - ? Virius Gallus, (v.265 - ap.298), consul en 298[16];
      - ? Virius Vibius, (v.285/90 - ?), consulaire en Campanie[17];
        - ? (Virius) Venustus, (v.305 - ap.335), consulaire en Sicunium;
          - (Virius) Nicomachus Flavianus, (v.335 - 394), consul en 394;
            - Virius Nicomachus Flavianus, (v.360 - 432), praefectus urbi en 408 après JC.
            - (Viria), (v.365 - ?), épouse d'(Appius Claudius Dexter)[18];